# Navapolack

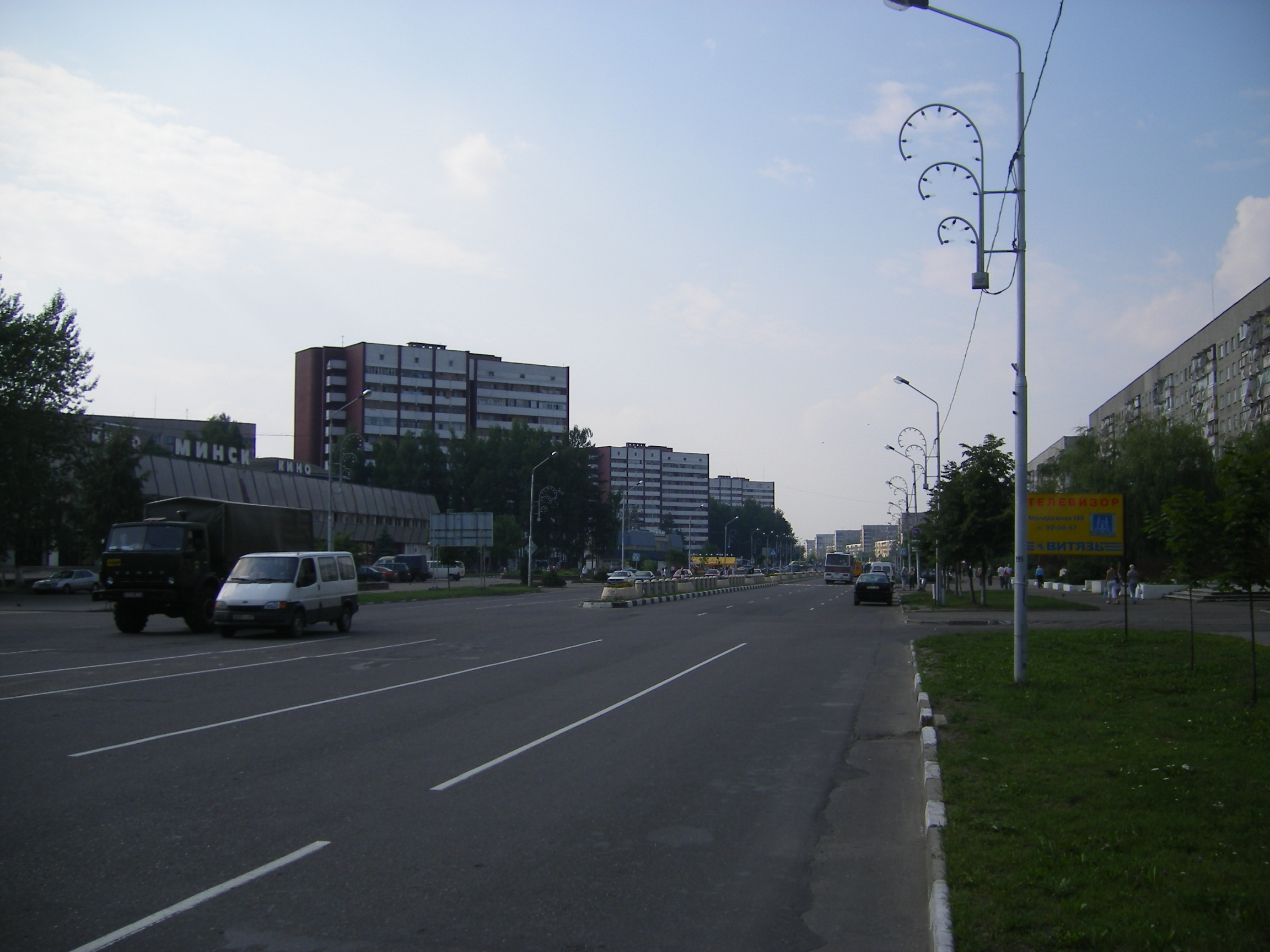
A város főutcája, a Mologyozsnaja

Navapolack (oroszul Novopolock) 100,5 ezer lakosú (2006)   iparváros Fehéroroszország Vicebszki területén, a Polacki járásban. Egyike a szocialista iparosítás során létrejött új városoknak, a belarusz vegyipar fellegvára, növekvő lakossággal. Polocktól 6 km-re nyugatra, a Nyugati-Dvina déli partján fekszik. 

## Története
A mai város helyén 1958 júniusában kezdődött meg az építkezés, az új olajfinomító és vegyipari kombinát építésével párhuzamosan. A település a Pionyerszkij, majd 1959-től a Polockij nevet kapta, ekkor nyilvánították munkástelepüléssé (rabocsij poszelok). Ekkoriban még csak barakkokból állt a leendő város, de hamarosan a szocialista várostervezés elvei alapján megkezdődött a mai Navapolack kialakítása. 1962-ben felépült a vasbeton híd a Nyugati-Dvinán, mely az 1959-ben épült pontonhidat váltotta fel. 1963-ban kialakították a Mologyozsnaja utcát és még ebben az évben Novopolock néven várossá nyilvánították. A következő évben Belanovo, Meurugolovo, Novikovo, Novij Dvor, Pocstari, Provariscse és Ruljovka falvakat hozzácsatolták. 1966-ban felépült az Építők tere. 1984-ben a város építőit és tervezőit Állami díjjal tüntették ki. A kombinát folyamatos bővülésével nőtt a város lélekszáma, napjainkra a terület 3. és az ország 14. legnépesebb városa lett.

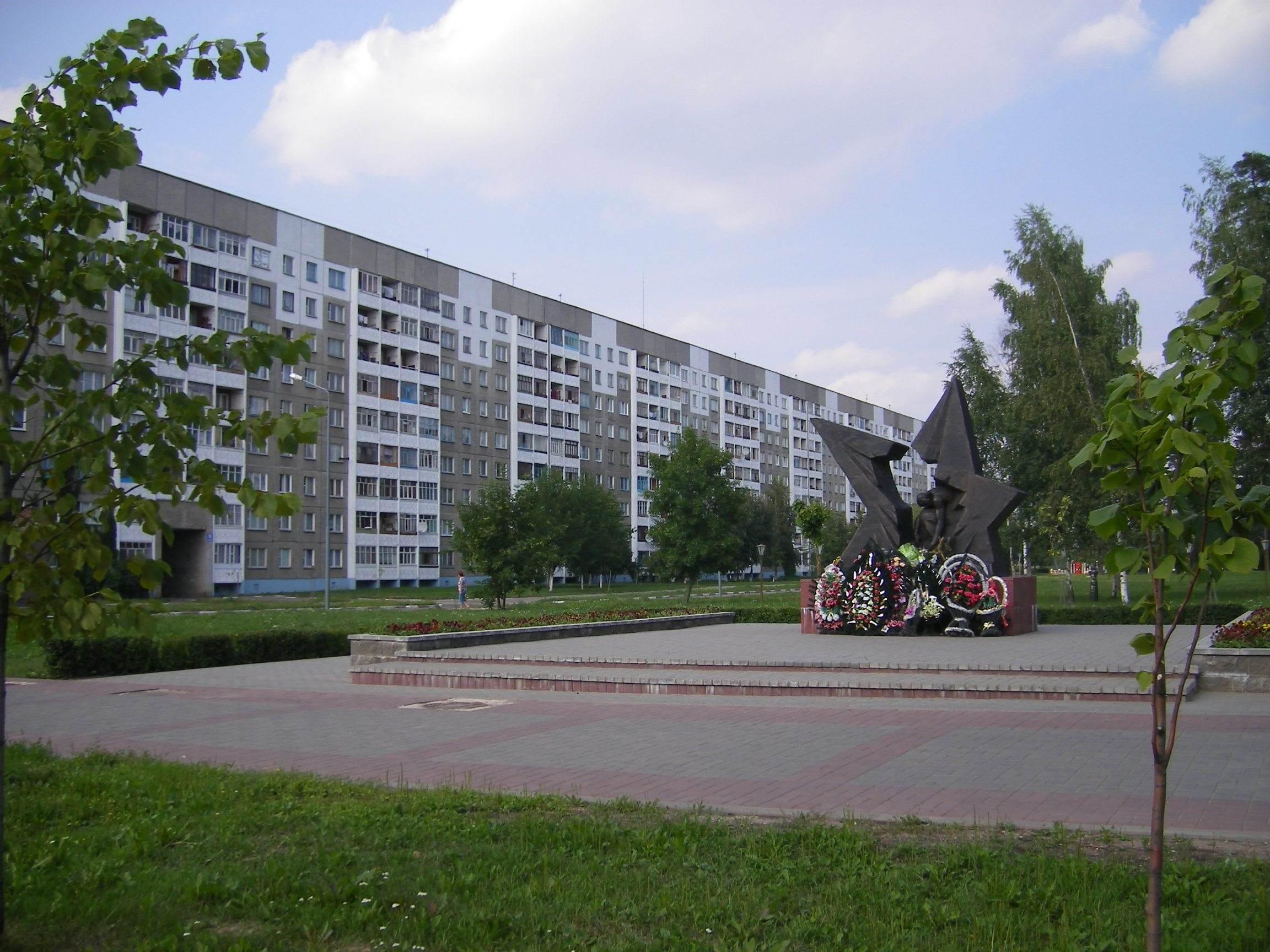
Az afganisztáni háborúban elesettek emlékműve

## Gazdasága
A vegyipar a város vezető iparága. Az olajfinomító (Naftan) a Szurgutból és Almetyevszkből érkező olajat dolgozza fel, a benzingyártás 1963-ban kezdődött meg. A Polimir kombinát 1964-1967 között épült. A műszálgyártás fő terméke az akrilszál. A kombinát mintegy húszféle polietilént állít elő, köztük a szigetelőanyagnak használt porózus polietilént és a kábelbevonásra alkalmas változatot. 1990 óta kenyérgyára is van.

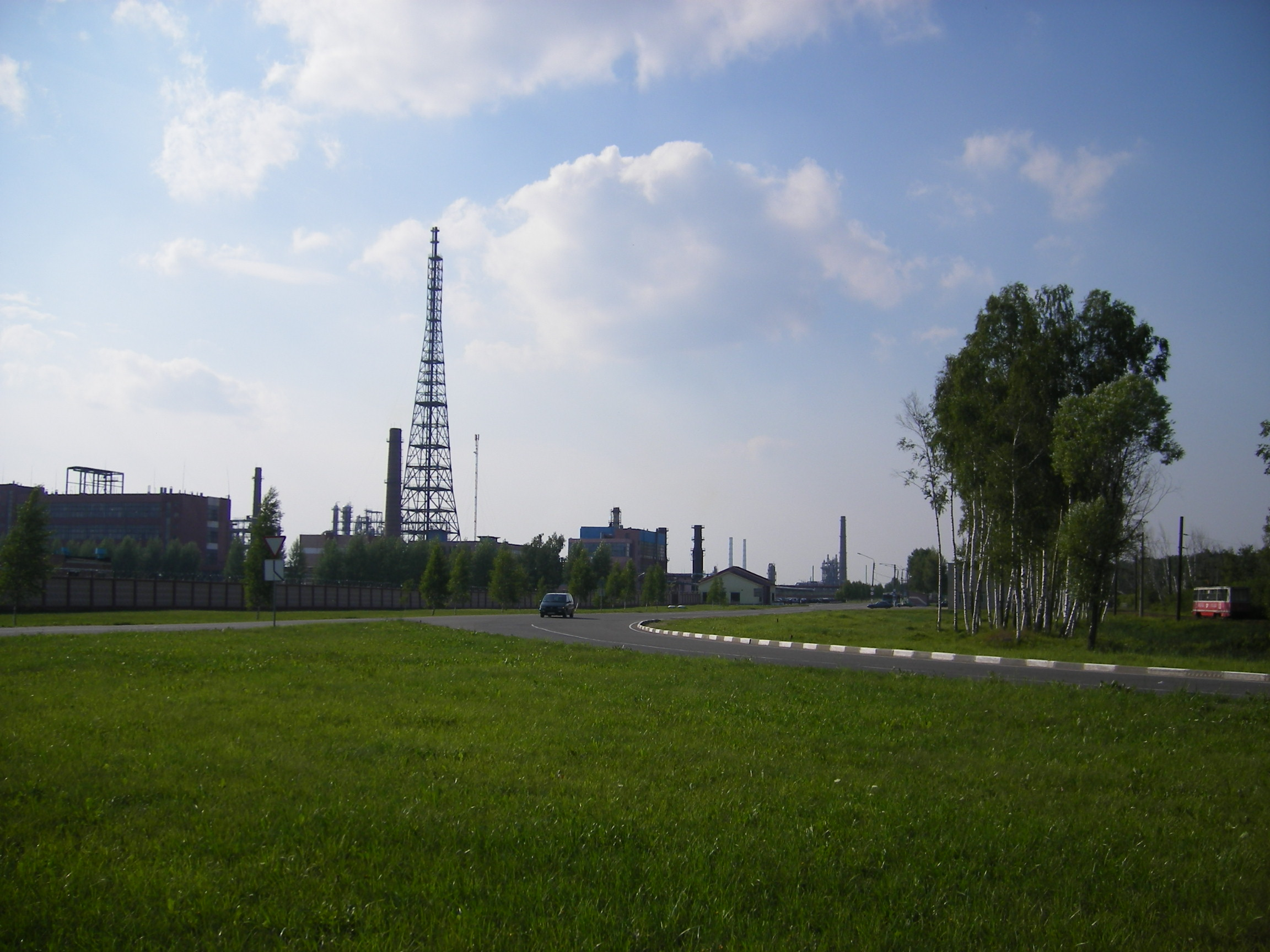
A Polimir vegyikombinát

## Városszerkezet

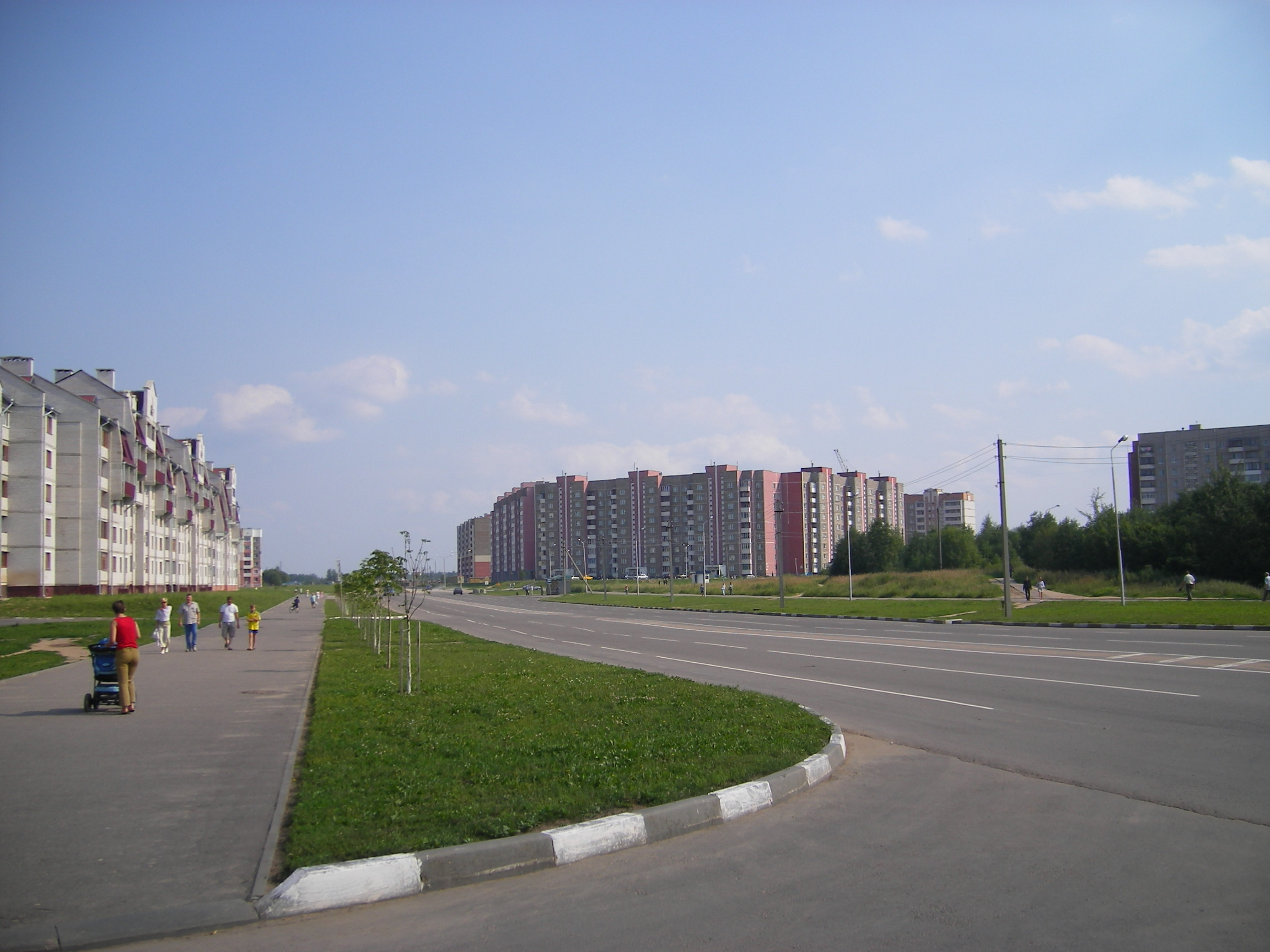
A déli városrész (Podkasztelci)

A város fő tengelye a Nyugati-Dvina folyásával párhuzamosan futó Mologyozsnaja (Ifjúság) utca. Erre merőleges a Kalinyin utca, mely a Dvina-hídtól a vegyipari kombinátig vezet. A híd lábánál 2002-ben dendráriumot alakítottak ki. A folyó jobb partján az 1963-ban épült vasútállomás Ropnyanszkaja faluval közös. A két utca kereszteződésénél található a városközpont. Az Ifjúság utcával párhuzamos sugárút a Jakub Kolasz utca a Dvina partjánál halad. A város déli részén ma (2006) is folyik a lakótelepek építésa, a város erre terjeszkedik. Ezek a városrészek a Podkasztelci és Vaszilevci neveket viselik. A központtól északra a Dvina kanyarulatánál található Snitki, melyet 1968-ban csatoltak a városhoz. Errefelé a lazább beépítés jellemző, hétvégi házas övezet. Vittorzsje és Zaljuhovo szintén dácsa-települések. A várost a kombináttól (melynek területe meghaladja Navapolackét) 6–7 km széles nyír- és fenyőerdő választja el, mely egyben egészségügyi védősávként is funkcionál. Az erdőben két tó (Ljuhovo, Medvezsino) is található.

## Külső hivatkozások
- A város története (oroszul)